# سیاوش مفیدی
سیاوش مفیدی (زاده ۱ آبان ۱۳۴۸ در تهران) بازیگر و کمدین ایرانی است. سیاوش فارغ‌التحصیل مقطع لیسانس رشته مدیریت بانکداری است. همزمان با دانشگاه دوره‌های بازیگری را در کلاس‌های حمید سمندریان و بهرام بیضایی گذراند و از سال ۱۳۷۲ با تست نزد حسین محب اهری توانست وارد تلویزیون در ژانر کودک شود. وی با شهاب عباسی زوج کمدی مجموعه خنده بازار و کارهای این چنینی در تلویزیون بودند و با همین مجموعه به شهرت رسید. وی در سال ۱۳۷۵ با حضور در مجموعه تلویزیونی «غبار نور» به کارگردانی محمدرضا اصلانی وارد دنیای بازیگری شده‌است.

## زندگی
سیاوش مفیدی در ۱ آبان ۱۳۴۸ در تهران بدنیا آمد. اصالت او به چالوس در مازندران برمی‌گردد. 

## آثار
| سال پخش   | نام مجموعه            | کارگردان                                   |
| --------- | --------------------- | ------------------------------------------ |
| ۱۳۷۴      | نابغه های قرن بیستم   | حسین محب اهری                              |
| ۱۳۷۵      | غبار نور              | محمدرضا اصلانی                             |
| ۱۳۷۷      | بیست                  | محمد حسن زاده                              |
| ۱۳۷۷      | مهربانی               | محمد حسن زاده                              |
| ۱۳۷۷      | جشن خاطره‌ها           | ــــ                                       |
| ۱۳۷۸      | در گذر لحظه‌ها         | علی‌اصغر نوری                               |
| ۱۳۷۸      | آژانس دوستی           | گروه کارگردانی                             |
| ۱۳۷۸      | نیلوفرانه             | هوشنگ هدایتی                               |
| ۱۳۷۸      | این چند نفر           | مهران غفوریان                              |
| ۱۳۷۸      | پرواز سپید            | مهران غفوریان                              |
| ۱۳۷۸      | سیمای دانش            | ــــ                                       |
| ۱۳۷۹      | گل‌های ۷۹              | مهران غفوریان                              |
| ۱۳۸۰      | زیر آسمان شهر         | مهران غفوریان                              |
| ۱۳۸۱      | دردسرهای طلایی        | شاپور قریب                                 |
| ۱۳۸۱      | در کنار هم            | فتحعلی اویسی                               |
| ۱۳۸۱      | قصه‌های مهمان مادربزرگ | امیر فیضی                                  |
| ۱۳۸۲      | آشتی کنان             | مجید صالحی                                 |
| ۱۳۸۲      | مهر و ماه             | فیاض موسوی                                 |
| ۱۳۸۳      | هتل پاپلی             | محمدتقی رنجبر                              |
| ۱۳۸۳      | صفر درجه              | ابوالفضل احمدیان                           |
| ۱۳۸۳-۱۳۸۴ | من و پوتی             | امیر فیضی (سری اول) بهرنگ توفیقی (سری دوم) |
| ۱۳۸۶      | قرارگاه مسکونی        | سید جواد رضویان                            |
| ۱۳۸۶      | گذر میرزا             | محمد اعلمی                                 |
| ۱۳۹۰-۱۳۹۲ | خنده بازار            | شهاب عباسی                                 |
| ۱۳۹۰      | سه دونگ، سه دونگ      | شاهد احمدلو                                |
| ۱۳۹۲      | خوب بد زشت            | منوچهر هادی                                |
| ۱۳۹۳-۱۳۹۵ | شکرآباد               | شهاب عباسی                                 |
| ۱۳۹۴      | دست به نقد            | سیاوش مفیدی شهاب عباسی                     |
| ۱۳۹۴      | معمای شاه             | محمدرضا ورزی                               |
| ۱۳۹۵      | محله گل و بلبل        | احمد درویشعلی‌پور                           |
| ۱۳۹۹      | کامیون                | مسعود اطیابی                               |
| ۱۴۰۰      | نوروز رنگی            | علی مسعودی                                 |
| ۱۴۰۰      | پلاک ۱۳               | آرش معیریان                                |
| ۱۴۰۱      | ماهچراغ               | آرش داوودی                                 |
| ۱۴۰۲      | چشم‌بندی               | شاهد احمدلو                                |
| ۱۴۰۳      | یزدان                 | منوچهر هادی                                |

| سال انتشار | نام فیلم           | کارگردان                      |
| ---------- | ------------------ | ----------------------------- |
| ۱۳۸۳       | انتخاب             | تورج منصوری                   |
| ۱۳۹۰       | بچگیتو فراموش نکن  | جلال فاطمی                    |
| ۱۳۹۰       | اشک انار           | فیاض موسوی                    |
| ۱۳۹۱       | بچه‌های لواسون      | امید نیاز                     |
| ۱۳۹۲       | مبارزان کوچک       | داوود اطیابی                  |
| ۱۳۹۵       | سرقت بی نقص        | مسعود منصوری                  |
| ۱۳۹۵       | گیلدا              | امید بنکدار کیوان علی‌محمدی    |
| ۱۳۹۷       | سینما شهرقصه       | کیوان علی‌محمدی                |
| ۱۳۹۷       | زیرنظر             | مجید صالحی                    |
| ۱۴۰۰       | سوسن خانم کووید ۱۹ | امید محمدنژاد                 |
| ۱۴۰۰       | ۲۸۸۸               | کیوان علی‌محمدی علی اکبر حیدری |

| سال پخش | نام مجموعه         | نام کارگردان  |
| ------- | ------------------ | ------------- |
| ۱۳۹۸    | سال‌های دور از خانه | مجید صالحی    |
| ۱۴۰۰    | شب‌های مافیا        | سعید ابوطالب  |
| ۱۴۰۰    | جوکر               | احسان علیخانی |
| ۱۴۰۱    | قصه هزار افسون     | سعید عباسی    |
| ۱۴۰۴    | شام ایرانی         | سعید ابوطالب  |

۱۴۰۴:(شبکه سه)
برنامه تلویزیونی سه به بعد با شهاب عباسی